# 塔吉克斯坦地震列表

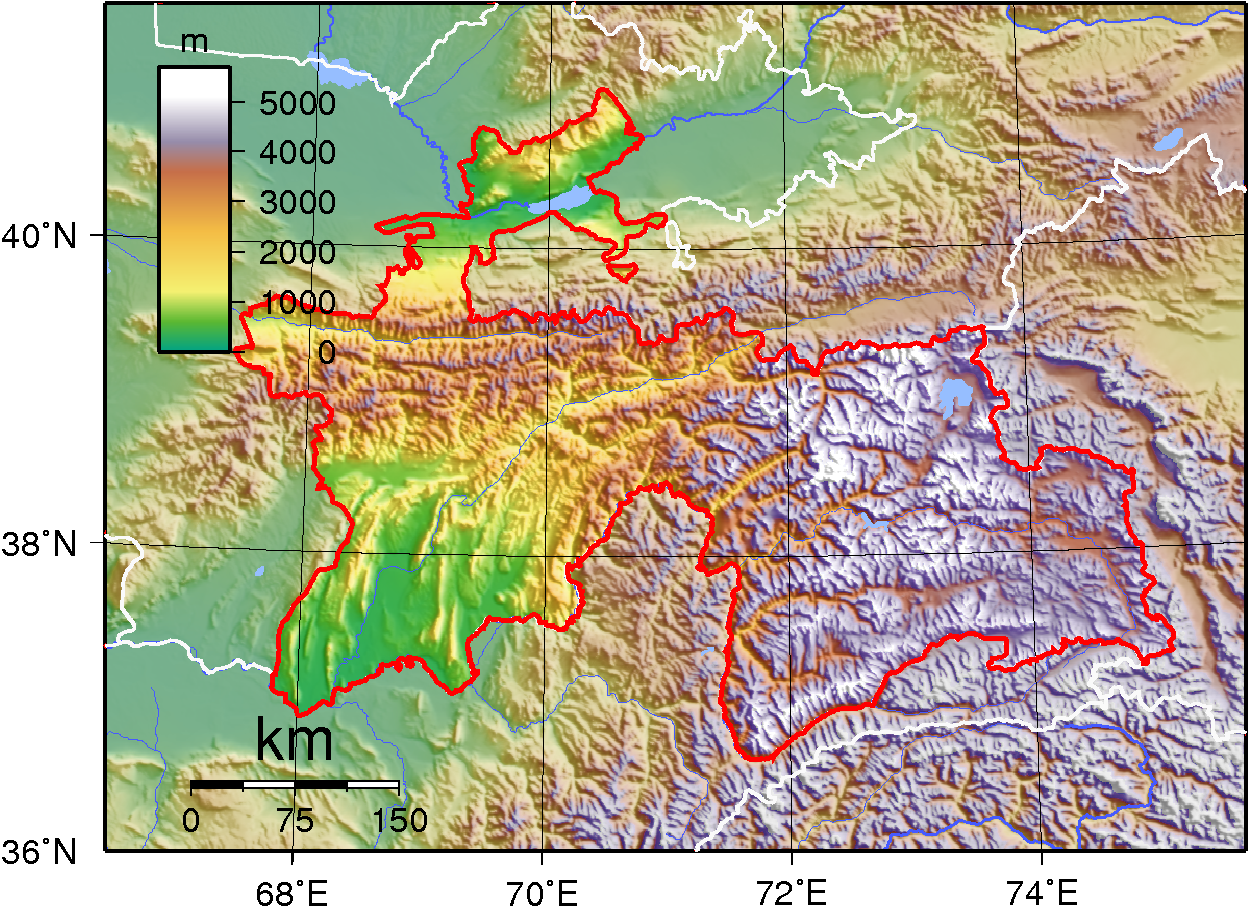
塔吉克斯坦地形图。

塔吉克斯坦地震列表介绍塔吉克斯坦有史以来的显著地震。塔吉克斯坦地处欧亚板块内部，地中海-喜马拉雅火山地震带北部末端，靠近南天山地震带，地震活动比较频繁，是中亚地区地震最频繁的国家，亦是原苏联地区地震最频发的地区之一。自1900年以来，该国共发生震级7级以上地震4次，6级以上地震7次。
塔吉克斯坦的地震纪录始于20世纪初。1949年喀伊特地震是塔吉克斯坦有观测纪录以来地震规模最大的地震，其面波震级达到7.7级，最大烈度则可能达到麦加利地震烈度10(X)度。塔吉克斯坦东部的24个居民点受到了严重破坏，亚斯曼河（the Yasman river）受地震影响发生了雪崩，整场地震致使超过3500人死亡。而1907年坎拉托克地震则是该国有史以来造成人员死亡最多的地震，是次地震据信约造成1.5万人死亡。
塔吉克斯坦的国家地震观测机构是“塔吉克斯坦国家科学院地震监测中心”，该国的地震学研究史可以追溯到1900年代，该机构负责塔吉克斯坦全国的地震监测和科学研究工作，并在全国布设了超过一百个地震台站，以记录塔吉克斯坦及其周边的地震活动情况。

## 地质背景
喜马拉雅山脉沿线地震活动主要由印度板块和亚欧板块的碰撞引起，两个板块以40-50mm/yr的相对速度汇聚，使这个地区成为地球上最具地震危险性的地区之一。塔吉克斯坦位于喜马拉雅弧北端，紧邻南天山地震带。天山地震带是一个东西走向的逆冲断层，在中国新疆地区和中亚东部地区挤压形成了盆地和山地地貌。苏联解体前，南天山地震带被列为苏联政府定为一级地震危险性断裂带。一般认为，印度板块和亚欧板块碰撞聚集的区域性应力是造成该地区断层活动性强的原因。历史地震研究指出，尽管该地区在过去250年中没有发生过特大地震，但使这一地区的能量没有得到释放，有研究者认为塔吉克斯坦乃至整个中亚地区是7.0级以上的地震的重要危险区。
自苏联时期起，中亚地区就被定为苏联地震观测的重点地区。1950年代前，整个苏联中亚地区设有地震观测台站20余个。1965年，当时的苏联科学院牵头形成了跨部门、跨加盟共和国的地震观测台站格局。1966年塔什干地震后，地震预测工作被作为苏联科学院大地物理研究所的重要研究课题之一，中亚地区地震观测网迅速扩大。到80年代初，中亚地区已建成各种地震观测台站80多个，其中的小部分分布于塔吉克苏维埃社会主义共和国。而到了1984年，塔吉克科学院地震研究所计有9个基准地震台和20个区域地震台，形成了比较完善的地震监测网络。2007年，在瑞士政府、阿迦汗基金会和世界银行的支持下，塔吉克斯坦科学院在乌苏大坝建成了水库地震和水文监测系统，来自该系统的数据得以通过卫星实时回传至杜尚别。在2015年塔吉克斯坦地震中，该系统得到了检验，运行效果较好。

## 显著地震
如无特别说明，本表中的地震烈度均采用麦加利地震烈度度量。
| 日期           | 震中                  | 北纬  | 东经  | 死亡            | 受伤   | 地震规模 | 烈度 | 来源  |
| -------------- | --------------------- | ----- | ----- | --------------- | ------ | -------- | ---- | ----- |
| 2015年12月7日  | 戈爾諾-巴達赫尚自治州 | 38.26 | 72.77 | 2人             | 数十人 | MW 7.2级 | VII  | [ 2 ] |
| 2012年5月13日  | 国家直辖区            | 38.61 | 70.35 | 1人             |        | MW 5.7级 | VI   | [ 9 ] |
| 2011年7月19日  | 费尔干纳盆地          | 40.05 | 71.44 | 14人            | 86人   | MW 6.2级 | VIII | [ 2 ] |
| 2006年7月29日  | 哈特隆州              | 37.26 | 68.83 | 3人             | 19人   | MW 5.6级 |      | [ 2 ] |
| 1989年1月22日  | 希薩爾                | 38.47 | 68.69 | 274人           | 不明   | mb 5.3级 | VII  | [ 2 ] |
| 1985年10月13日 | 凯拉库姆              | 40.3  | 69.82 | 29人            | 80人   | MS 5.9级 | IX   | [ 2 ] |
| 1984年10月26日 | 德吉塔尔              | 39.16 | 71.33 | 0人             | 0人    | MS 6.1级 | VII  | [ 2 ] |
| 1977年1月31日  |                       | 40.04 | 70.85 | 0人             | 0人    | MS 5.9级 |      | [ 2 ] |
| 1949年7月10日  | 戈尔姆州              | 39.2  | 70.8  | 7,200人         | 不明   | MS 7.7级 | X    | [ 2 ] |
| 1930年9月22日  | 杜尚别                | 38.4  | 68.5  | 175人           | 不明   | M 6.3级  |      | [ 2 ] |
| 1911年2月18日  | 拉森区                | 38.2  | 72.8  | 90人            | 不明   | MS 7.4级 | IX   | [ 2 ] |
| 1907年10月21日 | 卡拉塔格河            | 38.5  | 67.9  | 12,000–15,000人 | 不明   | MS 7.4级 | IX   | [ 2 ] |